# Старокутлумбетьєво
Ста́рокутлумбе́тьєво (рос. Старокутлумбетьево) — село у складі Матвієвського району Оренбурзької області, Росія.

## Населення
Населення — 618 осіб (2010; 741 у 2002).
Національний склад (станом на 2002 рік):
- татари — 98 %